# Nîți, Stara Vîjivka
Nîți (în ucraineană Ниці) este un sat în comuna Solovii din raionul Stara Vîjivka, regiunea Volînia, Ucraina.

## Demografie
Componența lingvistică a localității Nîți
     Ucraineană (100%)
Conform recensământului din 2001, toată populația localității Nîți era vorbitoare de ucraineană (100%).